# خوشحال (ترانه فارل ویلیامز)
«خوشحال» (به انگلیسی: Happy) آهنگی است از خواننده و تهیه‌ کنندهٔ آمریکایی فارل ویلیامز که در آلبوم موسیقی فیلم من نفرت‌انگیز ۲ قرار دارد. این آهنگ یکی از قطعه‌های دومین آلبوم ویلیامز هم بود که در سال ۲۰۱۴ منتشر شد. تهیه‌کنندگی و ترانه‌سرایی این آهنگ بر عهدهٔ ویلیامز است. «خوشحال» در ۲۱ نوامبر ۲۰۱۳ همراه یک نماهنگ طولانی از طریق وبگاه 24hoursofhappy.com منتشر شد. این آهنگ در ۱۶ دسامبر ۲۰۱۳ توسط بک لات میوزیک تحت مجوز انحصاری کلمبیا رکوردز، از زیرمجموعه‌های سونی میوزیک بازنشر شد. «خوشحال» در جدول ۱۰۰ آهنگ داغ بیلبورد به شمارهٔ ۱ رسید و در صدر جدول‌های فروش استرالیا و انگلستان و جزو ده آهنگ برتر جدول‌های ایتالیا، اسپانیا، مجارستان و دانمارک قرار گرفت.

## تولید
ترانه‌سرایی، اجرا و ساخت «خوشحال» برعهدهٔ فارل ویلیامز و آواز پس‌زمینه برعهدهٔ رئا دامت، رِوُن هندرسون، اشلی ال. لی، شمیکا هایتاور، یاسمن مورای و ترنس رول بود. نسخهٔ دیجیتالی «خوشحال» توسط اندرو کلمن و مایک لارسون ویرایش و تنظیم شد که به کمک متیو دسرامکس، در سیرکل هاوس استودیوز واقع در میامی، فلوریدا ضبط شد. این آهنگ بعداً توسط لسلی براتویت در میوزیک باکس استودیوز در آتلانتا، جورجیا میکس شد.

## آهنگ‌سازی
مدت زمان «خوشحال» ۳ دقیقه و ۵۳ ثانیه، در چهار گام و با تندای ۱۵۶ ضرب در دقیقه است. این آهنگ در کلید فا مینور، با محدودهٔ صوتیِ فارل ویلیامز که دربرگیرندهٔ یک F4—C6 می‌باشد است.

## نماهنگ
برای همزمان شدن با انتشار تک‌آهنگ، وبگاه 24hoursofhappy.com با ارائهٔ تصویری از «خوشحال» که به‌عنوان «نخستین نماهنگ ۲۴ ساعتهٔ جهان» معرفی شد شروع به کار کرد. نماهنگ شامل تکرار مکرر این آهنگ چهار دقیقه‌ای همراه با رقص و تقلید آدم‌های گوناگون بود. ویلیامز ۲۴ بار در ساعت ظاهر می‌شد و تعدادی از هنرمندان و اشخاص مشهور مانند Odd Future (۱:۴۸ ب.ظ)، استیو کارل (۵:۰۸ ب.ظ)، جیمی فاکس (۵:۲۸ ب.ظ)، آنا اورتیز (۵:۳۲ ب.ظ)، میرندا کازگرو (۵:۴۰ ب.ظ)، جوجو (۶:۱۶ ب.ظ)، کلی آزبورن (۱:۲۸ ق.ظ)، مجیک جانسون (۵:۳۶ ق.ظ)، سرجیو مندز (۱۰:۳۲ ق.ظ) و جیمی کیمل (۱۱:۴۸ ق.ظ) به‌همراه عوامل من نفرت‌انگیز ۲ در ویدئو حضور داشتند. وبگاه مذکور به کاربران اجازه می‌داد زمان‌های مختلفی از این ۲۴ ساعت را انتخاب کرده و راهبری شوند، ازجمله همهٔ ۳۶۰ قسمت چهار دقیقه‌ای و هر قسمت یک ساعته با فارل. یک ویرایش چهار دقیقه‌ای رسمی هم از این نماهنگ روی یوتیوب منتشر شده‌است.

## انتشار و استقبال
این تک‌آهنگ در ۲۱ نوامبر ۲۰۱۳ منتشر شد. تقریباً اوایل ماه اکتبر (یک ماه پیش از انتشارش) تک‌آهنگ شماره یک هلند شده بود که بخاطر پخش آهنگ از ایستگاه رادیویی ۳اف‌ام، بازخوردهای مثبت و همین‌طور آگهیِ ترانساویا بود.
«خوشحال» نامزد یک جایزه اسکار برای بهترین آهنگ اصلی شده بود.

## دست‌اندرکاران
ضبط
- ضبط شده در سیرکل هاوس استودیوز، میامی، فلوریدا
- میکس شده در میوزیک باکس استودیوز، آتلانتا، جورجیا

دست‌اندرکاران
- فارل ویلیامز – ترانه‌سرا، تهیه‌کننده
- رئا دامت - آواز پس‌زمینه
- رِوُن هندرسون - آواز پس‌زمینه
- اشلی ال. لی - آواز پس‌زمینه
- شمیکا هایتاور - آواز پس‌زمینه
- یاسمن مورای - آواز پس‌زمینه
- ترنس رل - آواز پس‌زمینه
- مایک لارسون - ضبط، ویرایش دیجیتال، تنظیم
- متیو دسرامکس - دستیار ضبط
- اندرو کلمن - ویرایش دیجیتال، تنظیم
- لسلی براتویت - میکس کننده
- روبن کوهن (به انگلیسی: Reuben Cohen) - مسترینگ

## تاریخ انتشار
| منطقه         | تاریخ          | قالب             | ناشر               |
| ------------- | -------------- | ---------------- | ------------------ |
| جهانی         | ۲۲ مه ۲۰۱۳     | پخش              |                    |
| استرالیا      | ۲۱ نوامبر ۲۰۱۳ | دریافت دیجیتال   | برگشت زیادی موسیقی |
| اتریش         | ۲۱ نوامبر ۲۰۱۳ | دریافت دیجیتال   | برگشت زیادی موسیقی |
| بلژیک         | ۲۱ نوامبر ۲۰۱۳ | دریافت دیجیتال   | برگشت زیادی موسیقی |
| کانادا        | ۲۱ نوامبر ۲۰۱۳ | دریافت دیجیتال   | برگشت زیادی موسیقی |
| دانمارک       | ۲۱ نوامبر ۲۰۱۳ | دریافت دیجیتال   | برگشت زیادی موسیقی |
| فنلاند        | ۲۱ نوامبر ۲۰۱۳ | دریافت دیجیتال   | برگشت زیادی موسیقی |
| فرانسه        | ۲۱ نوامبر ۲۰۱۳ | دریافت دیجیتال   | برگشت زیادی موسیقی |
| آلمان         | ۲۱ نوامبر ۲۰۱۳ | دریافت دیجیتال   | برگشت زیادی موسیقی |
| یونان         | ۲۱ نوامبر ۲۰۱۳ | دریافت دیجیتال   | برگشت زیادی موسیقی |
| ایتالیا       | ۲۱ نوامبر ۲۰۱۳ | دریافت دیجیتال   | برگشت زیادی موسیقی |
| ژاپن          | ۲۱ نوامبر ۲۰۱۳ | دریافت دیجیتال   | برگشت زیادی موسیقی |
| آمریکای لاتین | ۲۱ نوامبر ۲۰۱۳ | دریافت دیجیتال   | برگشت زیادی موسیقی |
| هلند          | ۲۱ نوامبر ۲۰۱۳ | دریافت دیجیتال   | برگشت زیادی موسیقی |
| نیوزیلند      | ۲۱ نوامبر ۲۰۱۳ | دریافت دیجیتال   | برگشت زیادی موسیقی |
| نروژ          | ۲۱ نوامبر ۲۰۱۳ | دریافت دیجیتال   | برگشت زیادی موسیقی |
| اسپانیا       | ۲۱ نوامبر ۲۰۱۳ | دریافت دیجیتال   | برگشت زیادی موسیقی |
| سوئد          | ۲۱ نوامبر ۲۰۱۳ | دریافت دیجیتال   | برگشت زیادی موسیقی |
| بریتانیا      | ۲۱ نوامبر ۲۰۱۳ | دریافت دیجیتال   | برگشت زیادی موسیقی |
| ایالات متحده  | ۲۱ نوامبر ۲۰۱۳ | دریافت دیجیتال   | برگشت زیادی موسیقی |
| ایالات متحده  | ۱۳ ژانویه ۲۰۱۴ | بزرگسالان معاصر  | کلمبیا رکوردز      |
| ایالات متحده  | ۲۱ ژانویه ۲۰۱۴ | رادیو برتر معاصر | کلمبیا رکوردز      |

## بازتاب در ایران
سازمان ملل متحد در ماه مارس ۲۰۱۴ کمپین شادی را با کمک فارل ویلیامز آغاز کرد و از مردم خواست که ویدئوهای رقص و شادی خود را در اینترنت منتشر کنند.
با گسترش این کمپین و به اشتراک گذاشتن ویدئوهای ساخته‌شده در ایران در ۲۰ مه ۲۰۱۴، تعدادی از جوانان ایرانی که روی موسیقی این ویدئو رقصیده بودند بازداشت موقت شدند و اعتراف تلویزیونی شش نفر از آن‌ها در اخبار ۲۰:۳۰ صدا و سیمای جمهوری اسلامی، در برنامه‌ای باعنوان سراب منتشر شد.
حسین ساجدی‌نیا، فرمانده انتظامی تهران در برنامه اخبار ۲۰:۳۰ گفت: «دختران و پسران در دو ساعت شناسایی و ظرف شش ساعت همه دستگیر شده‌اند. من الان دارم بهشون تذکر میدم، قطع و یقین بدونید، ببینید زمان و سرعت عمل پلیس در رابطه با کشف و شناسایی این افراد بسیار سریع و خیلی کم بود و این کار انجام گرفت، قطعاً ما این افراد را شناسایی می‌کنیم و باهاشون برخورد می‌کنیم.
فارل ویلیامز خواننده آهنگ، در حساب فیس‌بوک و توییتر خود گفت: «بازداشت این بچه‌ها فقط به خاطر تلاش برای پراکندن شادی، فراتر از غم‌انگیز است.»
پس از این بازداشت، حساب توییتر منسوب به حسن روحانی، رئیس‌جمهور ایران، جمله‌ای از سخنانِ یک سال پیش او را به زبان انگلیسی منتشر کرد که معنای فارسی آن چنین است: «شادی حق مردم ماست، ما نباید در مورد رفتارهای ناشی از شادی سختگیر باشیم.» این نوشته، واکنشی به بازداشت رقصندگان نماهنگ خوشحال تلقی شد.
در ۲۱ مه ۲۰۱۴، یکی از بازداشت شدگان به‌نام ریحانه طراوتی، خبر آزادی خود به قید وثیقه را در حساب اینستاگرمش منتشر کرد.